# Královská sbírka – Londýn

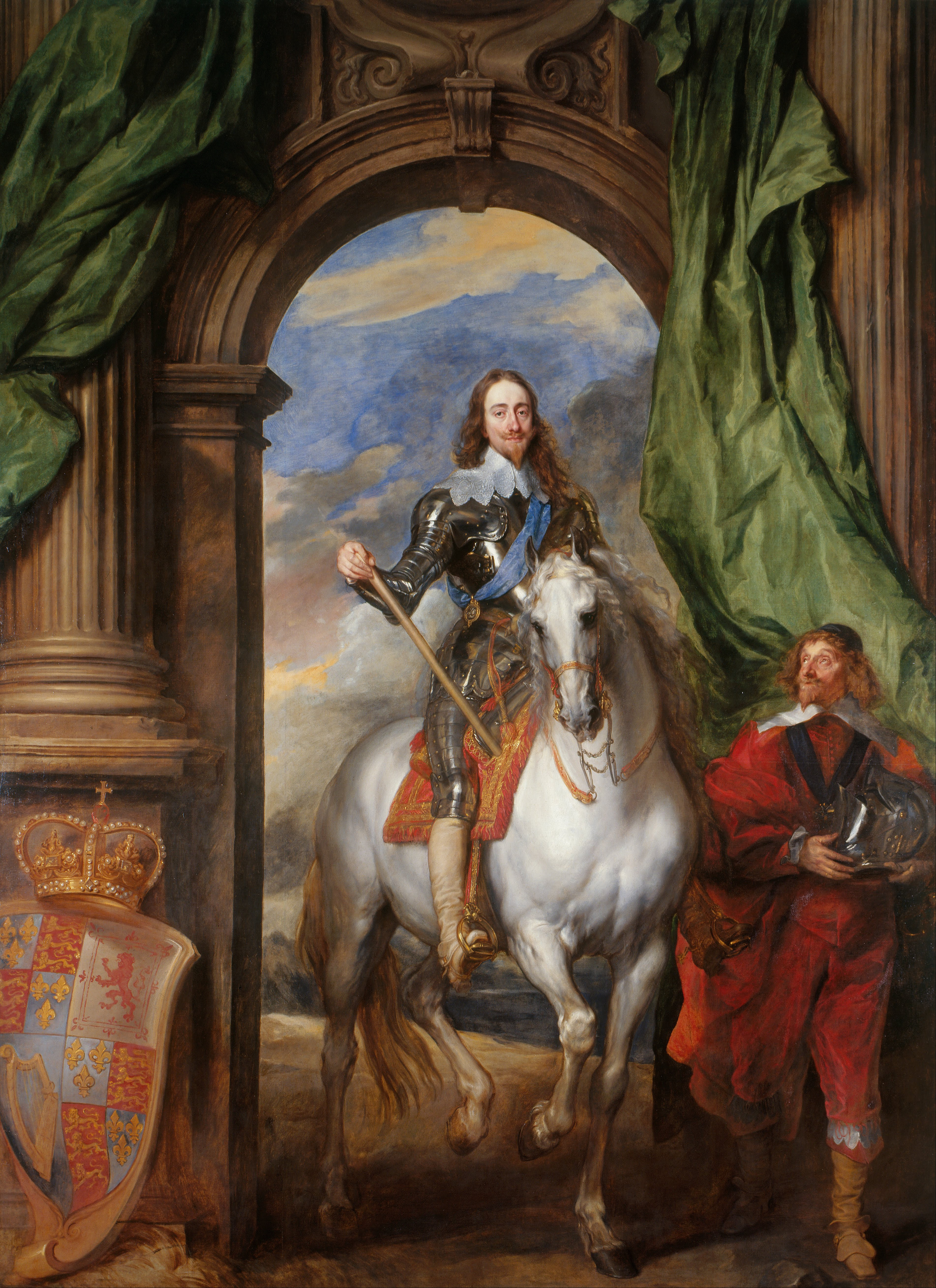
Anthonis van Dyck: Charles I with M. de St Antoine (Karel I. se svatým Antonínem (1633)

Královská sbírka – Londýn (The Royal Collection) je sbírka umění britské královské rodiny a jedna z největších soukromých uměleckých sbírek na světě. Sbírka je umístěna na třinácti místech v historickém královském sídle ve Spojeném království.

## Správa sbírky
Kolekce je vlastnictvím anglického krále Karla III. a je spravována společností Royal Collection Trust, založenou roku 1993 jako pobočka královské domácnosti. Na společnost dohlíží Charles, princ z Walesu. Královna je vlastníkem některých objektů jako součásti majetku Koruny, jiné položky v kolekci vlastní jako soukromá osoba. Sbírka obsahuje více než jeden milion položek, včetně sedmi tisíc obrazů, třiceti tisíc akvarelů a kreseb, a asi pět set tisíc tisků, dále fotografie, tapiserie, nábytek, keramiku, automobily, textil, krajky, kočáry, šperky, hodiny, nástroje, rostliny, rukopisy, knihy, sochy, a také korunovační klenoty. Některé z budov, ve kterých je kolekce uložena jako například Hampton Court Palace, jsou otevřeny pro veřejnost a nejsou obývány královskou rodinou, zatímco jiné, jako je hrad Windsor, jsou královskou rezidencí. Sbírky zde jsou také přístupné veřejnosti. Královská Galerie v Buckinghamském paláci v Londýně byla zřízena speciálně pro vystavování uměleckých děl z kolekce na základě rotačního systému. Podobná umělecká galerie je v těsné blízkosti Holyrood Palace, oficiální rezidenci britského monarchy ve skotském Edinburghu. Na hradě Windsor je speciální galerie Drawings Gallery (Galerie kreseb). Korunovační klenoty jsou veřejně vystaveny v Jewel House v londýnském Toweru ve Waterloo Block (budova bývalých kasáren). Asi 3000 objektů je zapůjčeno do muzeí po celém světě na dobu neurčitou, a mnoho dalších je zapůjčeno na různé výstavy na dobu určitou.

## Historie

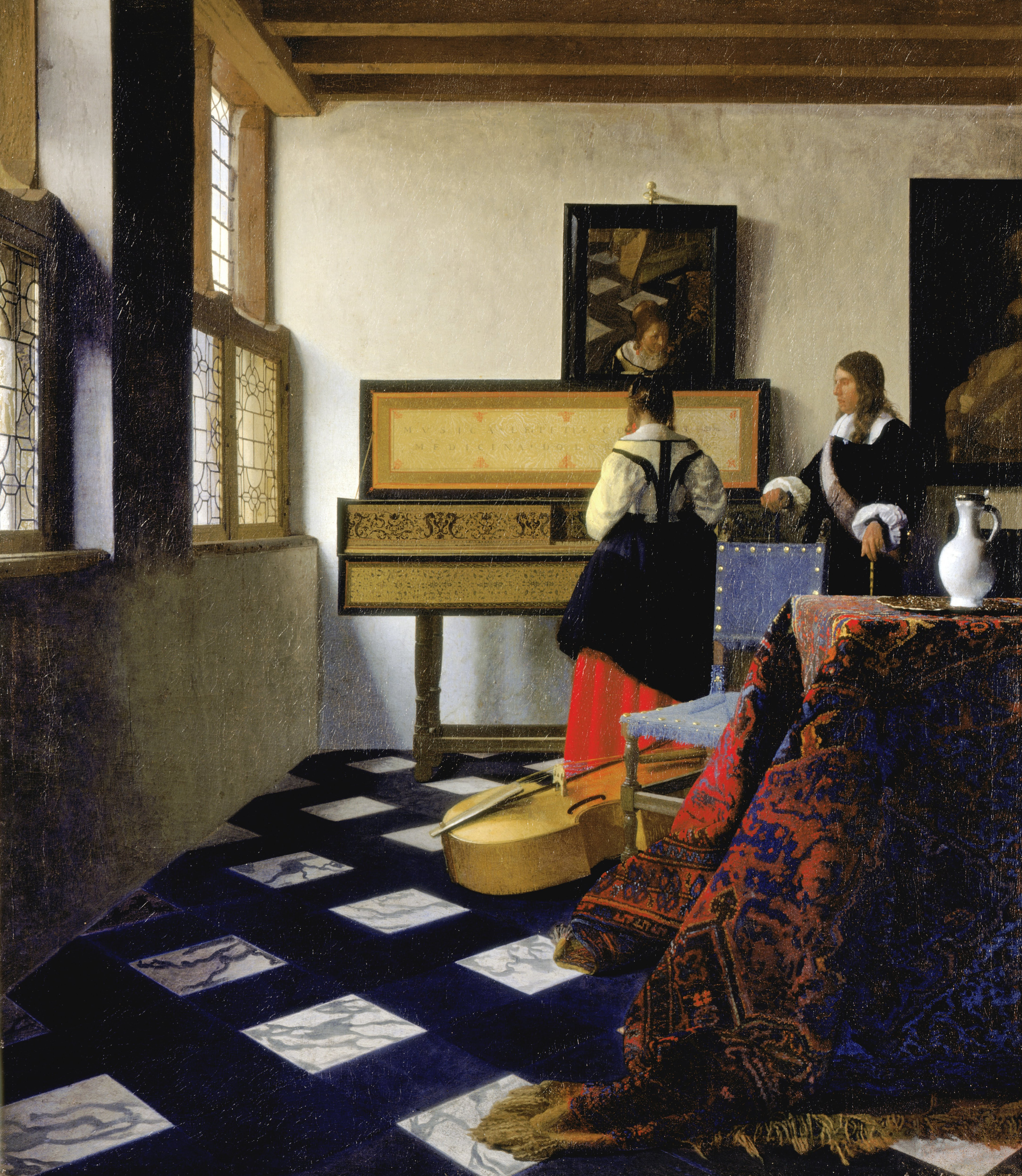
Jan Vermeer: Lekce hudby (The Music Lesson), kolem 1660, získán Jiřím III. v roce 1762.

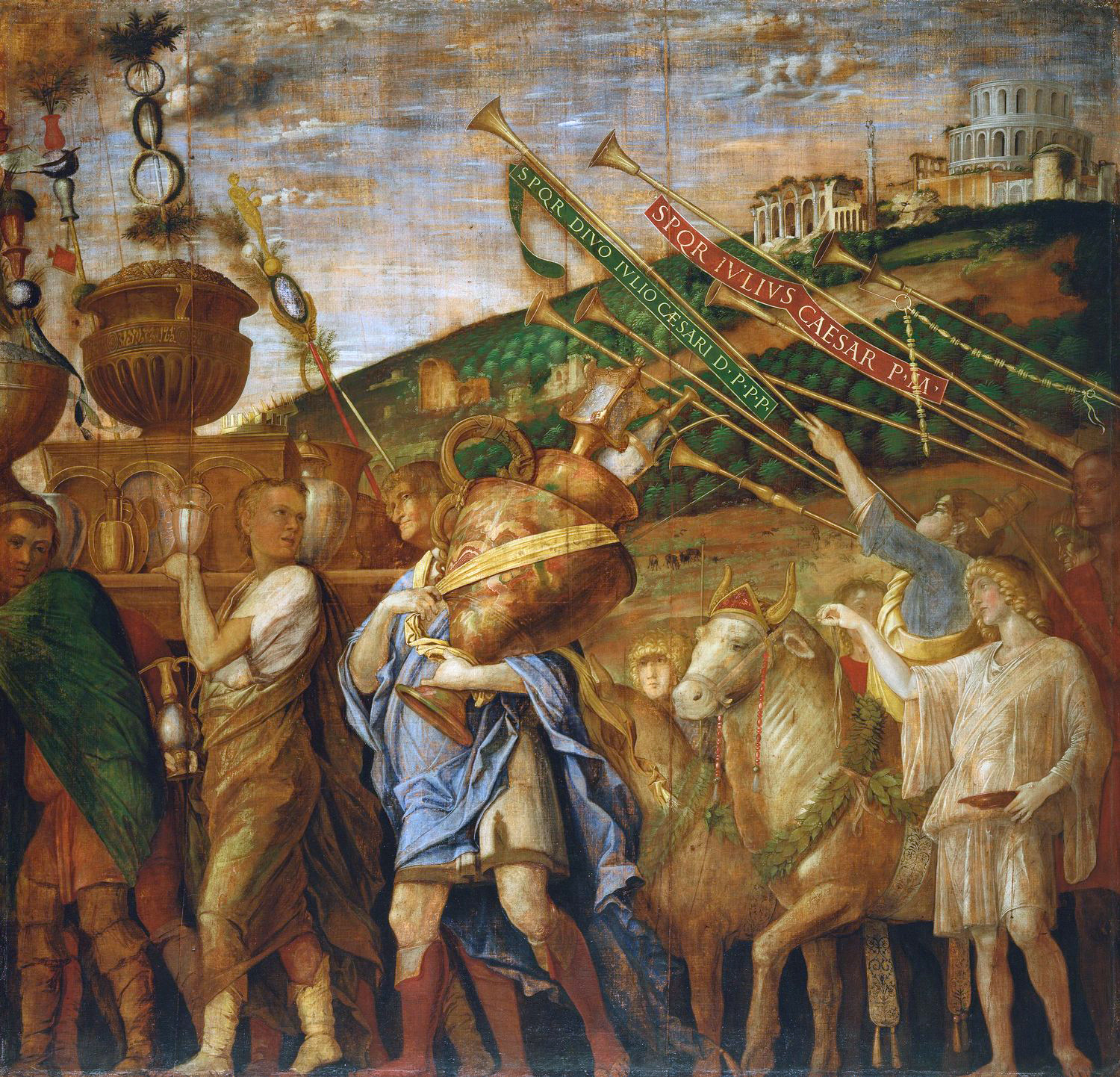
Andrea Mantegna,Císařský triumf (Triumph of Caesar),c. 1484–1492, získán Karlem I.

Některé položky sbírky pocházejí z doby krále Jindřicha VIII. Mezi nejvýznamnější přírůstky sbírky patří díla zakoupená Karlem I., který byl vášnivým sběratelem italských obrazů a hlavním patronem Van Dycka a dalších vlámských umělců. Celá kolekce byla prodána po Karlově popravě v roce 1649, tzv. Sale of the Late King's Goods (Prodej majetku zesnulého krále). Prodej vynesl 185 tisíc liber pro anglickou republiku – Commonwealth. . Řada z těchto skvostů byla získána Karlem II. po restauraci monarchie v roce 1660 a tvoří dodnes základ královské sbírky. Nizozemští umělci jsou prezentováni dary 28 obrazů, 12 soch a výběru nábytku, jež byly Karlovi I. holandskou republikou darovány. Karel pak pokračoval v rozšiřování sbírky nákupem dalších uměleckých děl. Jiří III., s pomocí sira Fridricha Augusta Barnarda přidal ke sbírce 65 000 svazků knih. Jiří IV. sdílel Karlovo nadšení pro rozšiřování sbírky a zakoupil velké množství děl ze 17. století, obrazy holandských mistrů, orientální keramiku a spoustu uměleckých předmětů sesazeného krále Ludvíka XVI. Královna Victoria a její manžel Albert byli horliví sběratelé současných i starých mistrů malby. Díla z kolekce byla předána do muzeí, zejména sbírka Jiřího III., Viktorie a Alberta. Konkrétně většina položek z tehdejší Královské knihovny byla darována Jiřím III. do Britského muzea, nyní Národní knihovny, kde je mnoho knih katalogizováno pod označením Royal. Jádrem této sbírky byl nákup Jakuba I. od Humphrey Llwyda, lorda Lumley, a Henryho FitzAlana, 19. hraběte z Arundelu. Za vlády Alžběty II. došlo k významným přírůstkům do sbírky jednak rozumnými nákupy, odkazy a také dary od národních států a jiných oficiálních orgánů. Od roku 1952 bylo do královských sbírek přidáno zhruba 2500 děl. Commonwealth je také silně zastoupen: příkladem je 75 děl současných kanadských akvarelů, které obohatily sbírku v letech 1985 a 2001 jako dar od kanadské společnosti malířů akvarelů. Moderní umění získala Alžběta II. od sira Anish Mikhail Kapoora a Andyho Warhola. V roce 1987 byla založeno nové oddělení královské domácnosti pro dohled na sbírku, Royal Collection. Je financováno obchodními aktivitami Royal Collection Enterprises, s.r.o. Do té doby byly sbírky udržovány z oficiálního příjmu monarchy. Od roku 1993 je sbírka financována také ze vstupného do zámku Windsor a Buckinghamského paláce.

## Katalog
Inventář sbírky je počítačově katalogizován. Práce byly zahájeny počátkem roku 1991 a katalog byl dokončen v prosinci 1997. Celý inventář není veřejnosti přístupný, ačkoli byly publikovány katalogy částí sbírky – zejména malby – a databáze prohledávatelná na webové stránce Royal Collection je stále obsáhlejší. Třetina ze 7000 obrazů ve sbírce je vystavena nebo uložena v budovách v Londýně, které spadají do kompetence Historic Royal Palaces agency (Historické agentury Royal Palaces):
- Hampton Court Palace
- Tower
- Kensingtonský palác
- Banking House (Whitehall)
- Hillsborough Castle

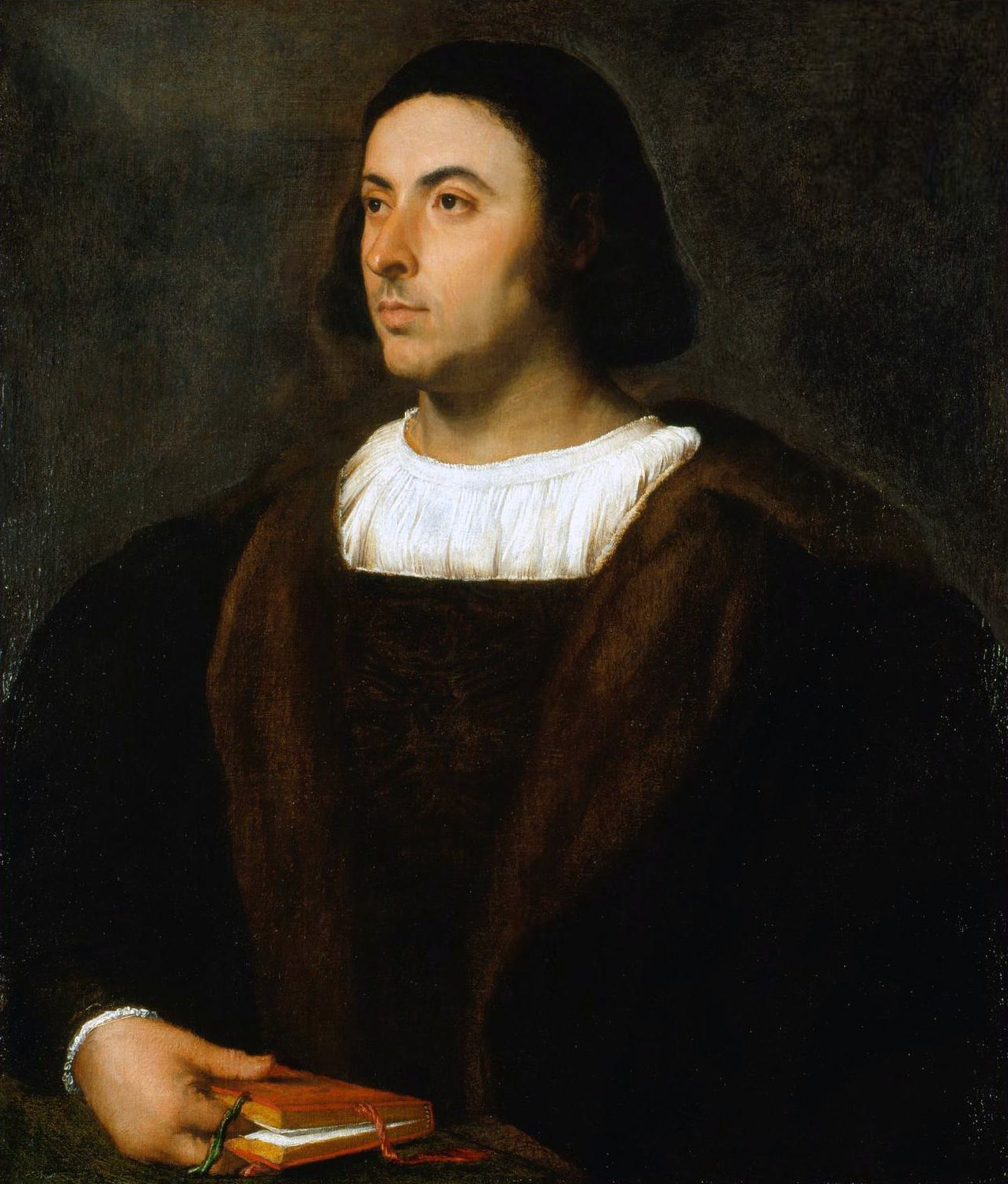
Tizian, Portrét Jacopa Sannazara, 1514–1518, součást nizozemského daru Karlu II. v roce 1660

- Kew Palace with Queen Charlotte's Cottage

Jewel House a Martin Tower v londýnském Toweru ukrývají korunovační klenoty. Rotující výběr umění, nábytku, šperků a dalších položek, které jsou považovány za nejkvalitnější, je vystaven v Queen's Gallery (Královské galerii) ve výstavním centru poblíž Buckinghamského paláce. V samotném Buckinghamském paláci se mnoho objektů vystavuje v místnostech přístupných návštěvníkům po většinu roku, stejně jako ve Windsoru, v paláci Holyrood v Edinburghu, v Royal Pavilion (Královský pavilon) v Brightonu a v Osborne Haus na ostrově Wight.

## Obrazy, výtisky a kresby
Sbírky z oblasti západního výtvarného umění patří k největším a nejdůležitějším existujícím souborům. Sbírka obsahuje přes sedm tisíc děl nejvyšší kvality a patří pravděpodobně mezi nejstarší na světě. Díla jsou rozmístěna po celém královském sídle. Neuplatňuje komplexní chronologický přehled západního výtvarného umění, ale v posledních 500 letech byla utvářena individuálním vkusem králů, královen a jejich rodin.

## Drahokamy a klenoty
Kolekce 277 kamenů, gem, insignií, tabatěrek, drahokamů a dalších klenotů je uložena na hradě Windsor. Korunovační klenoty Alžběty II. nejsou součástí této kolekce. V roce 1862 byla poprvé veřejně vystavena v muzeu South Kensington Museum, nyní Victoria and Albert Museum. Několik objektů bylo ze sbírky vyjmuto a jiné byly přidány ve druhé polovině viktoriánského období. Soubor byl vznikl v roce 1872 a katalog Ancient and Modern Gems and Jewels in the Collection of Her Majesty The Queen (Starověké a moderní drahokamy a klenoty ve sbírce Jejího Veličenstva královny) byl vydán v roce 2008 společností Royal Collection Trust.

## Vlastnictví
Královská sbírka je soukromá, i když některá díla jsou vystavena v prostorách paláců a dalších královských rezidencí přístupných veřejnosti. Některé položky sbírky jsou osobním vlastnictvím monarchy, jiné jsou majetkem Koruny. Všechna umělecká díla získaná monarchou až do smrti královny Viktorie v roce 1901 jsou dědictvím spadajícím do druhé kategorie, tedy jsou majetkem Koruny. Předměty, které britská královská rodina získala později, včetně oficiálních darů, mohou být monarchou zařazena do části sbírky spadající do majetku Koruny, či si je může monarcha ponechat v osobním vlastnictví podle jeho nebo jejího uvážení. Některý majetkový status předmětů, které přicházely do držení královny Alžběty II. nebyl příliš jasný. Společnost Royal Collection Trust potvrdila, že všechny předměty, které Její Veličenstvo královna Alžběta, královna matka, Elizabeth Bowes-Lyon, zanechala své dceři Alžbětě II., včetně díla Moneta, Paula Nashe a Fabergého, patřily do soukromého vlastnictví Alžběty II. Bylo také potvrzeno, že Alžběta II. vlastnila královskou sbírku známek, kterou zdědila po svém otci, Jiřím VI. jako soukromá osoba. Předměty, které nejsou v osobním vlastnictví panovníka jsou považovány za nezcizitelné a mohou být pouze předány následujícímu monarchovi. Právní správnost tohoto tvrzení nebyla nikdy doložena u soudu. Podle zprávy guvernéra Bank of England Camerona Cobbolda (řídil banku 1949–1961) a později lorda komořího, (1963–1971), tedy nejvyššího správce královské domácnosti z roku 1971, byly občas prodány drobné předměty. Pomohly získat peníze na další akvizice, a duplikáty položek byly použity jako dary pro Commonwealth. V roce 1995 Iain Sproat, tehdejší státní tajemník pro národní dědictví, oznámil sněmovně, že prodej předmětů je zcela záležitostí královny. V televizním rozhovoru v roce 2000 vévoda z Edinburghu řekl, že monarcha má právo rozhodnout o prodeji předmětů (technically, perfectly at liberty to sell them). V Parlamentu byly položeny hypotetické dotazy co by se mělo stát sbírkou, pokud se Spojené království stane někdy republikou. V jiných evropských zemích jsou umělecké sbírky ukončených monarchií obvykle převzaty do státního vlastnictví nebo se stávají součástí jiných národních sbírek. Podle Evropské úmluvy o lidských právech, začleněné do britského práva v roce 1998, by musel být monarcha odškodněn za ztrátu veškerého majetku drženého v majetku Koruny, pokud by se nepodařilo uzavřít dohodu o dobrovolném předání majetku.

## Řízení
Společnost Royal Collection Trust byla založena v roce 1993 po požáru hradu Windsor s cílem zachovat sbírky uměleckých děl a podpořit u veřejnosti zájem o porozumění umění. Společnost zaměstnává přibližně 500 zaměstnanců a je jedním z pěti oddělení královské domácnosti. Budovy do působnosti společnosti nespadají. V roce 2012 měla společnost tým 29 kurátorů a 32 restaurátorů. Financování společnosti je částečně kryto vstupními poplatky do výstavních prostor se sbírkami, dále prodejem knih a dalších předmětů. Trust je finančně nezávislý a nedostává žádné státní prostředky nebo státní dotace. Konzervační studio v domě Marlborough House je odpovědné za údržbu nábytku a dekorativních předmětů v budově Buckinghamského paláce, zámku Windsor, Frogmore House, paláce Holyroodhouse, Paláce St James, Sandringham House, Hampton Court Palace, Kensington Palace, Kew Palace a Osborne House.

## Galerie

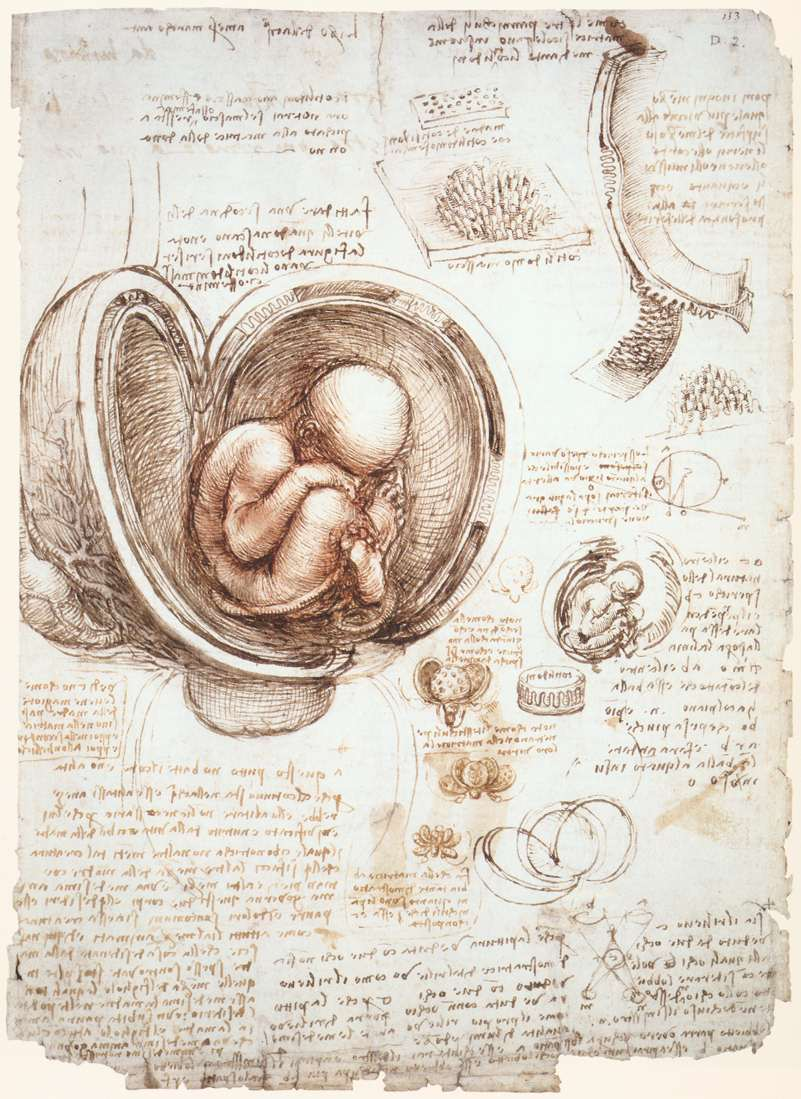
Leonardo da Vinci, Studie embrya (Studies of the Fetus in the Womb), 1511
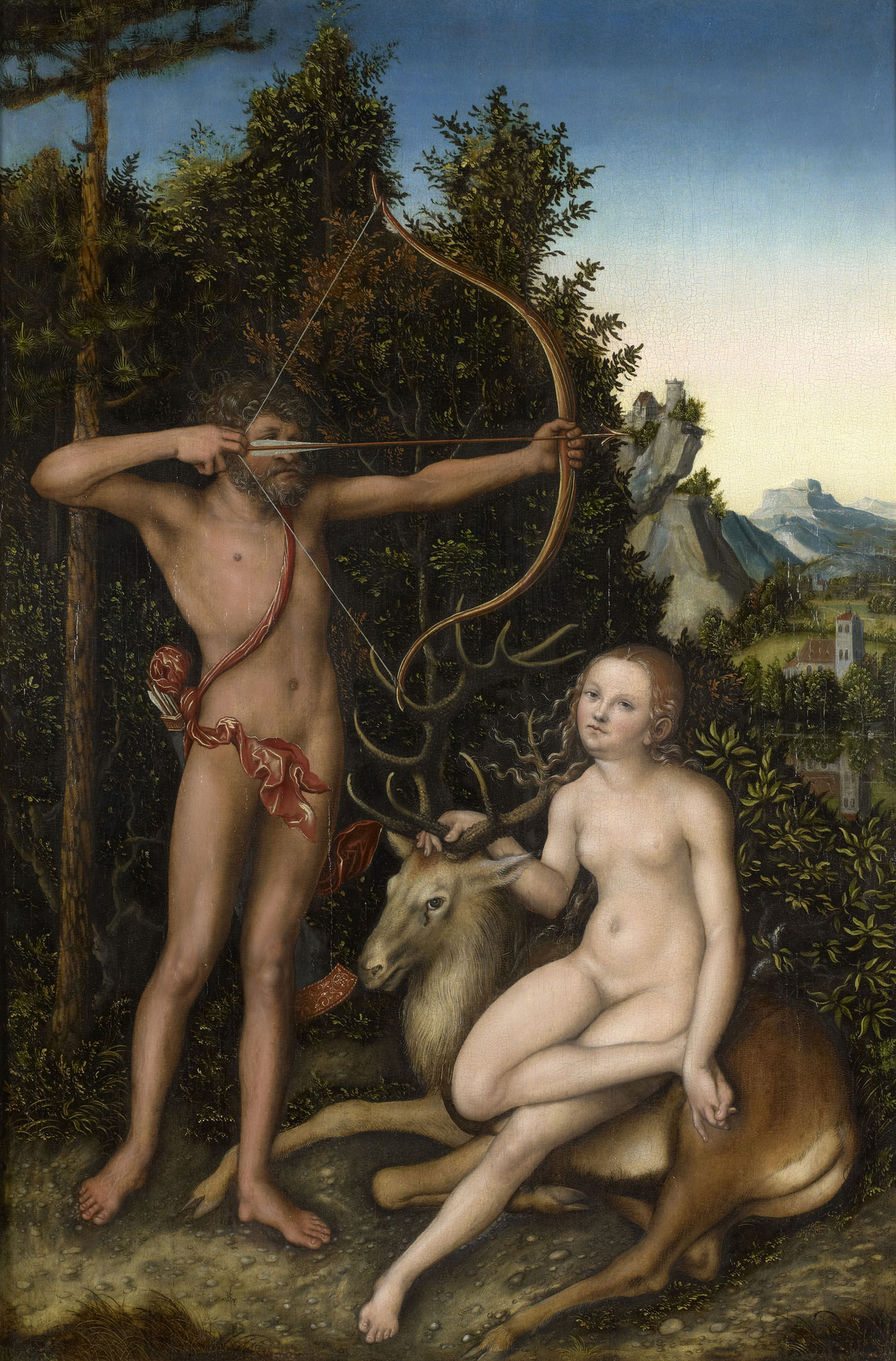
Lucas Cranach starší, Apollo a Diana, c. 1526
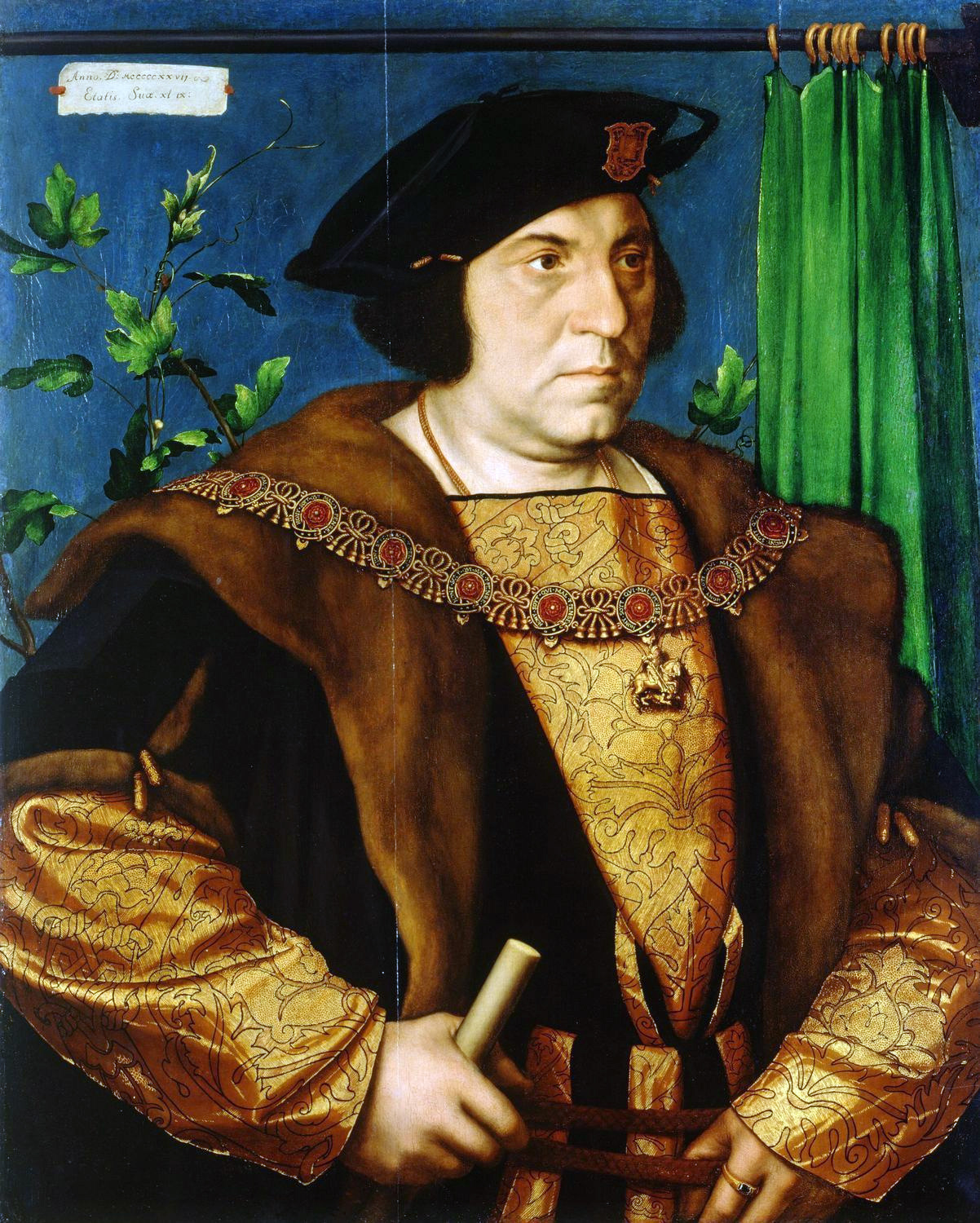
Hans Holbein mladší, Portrét Sira Henryho Guildforda, 1527
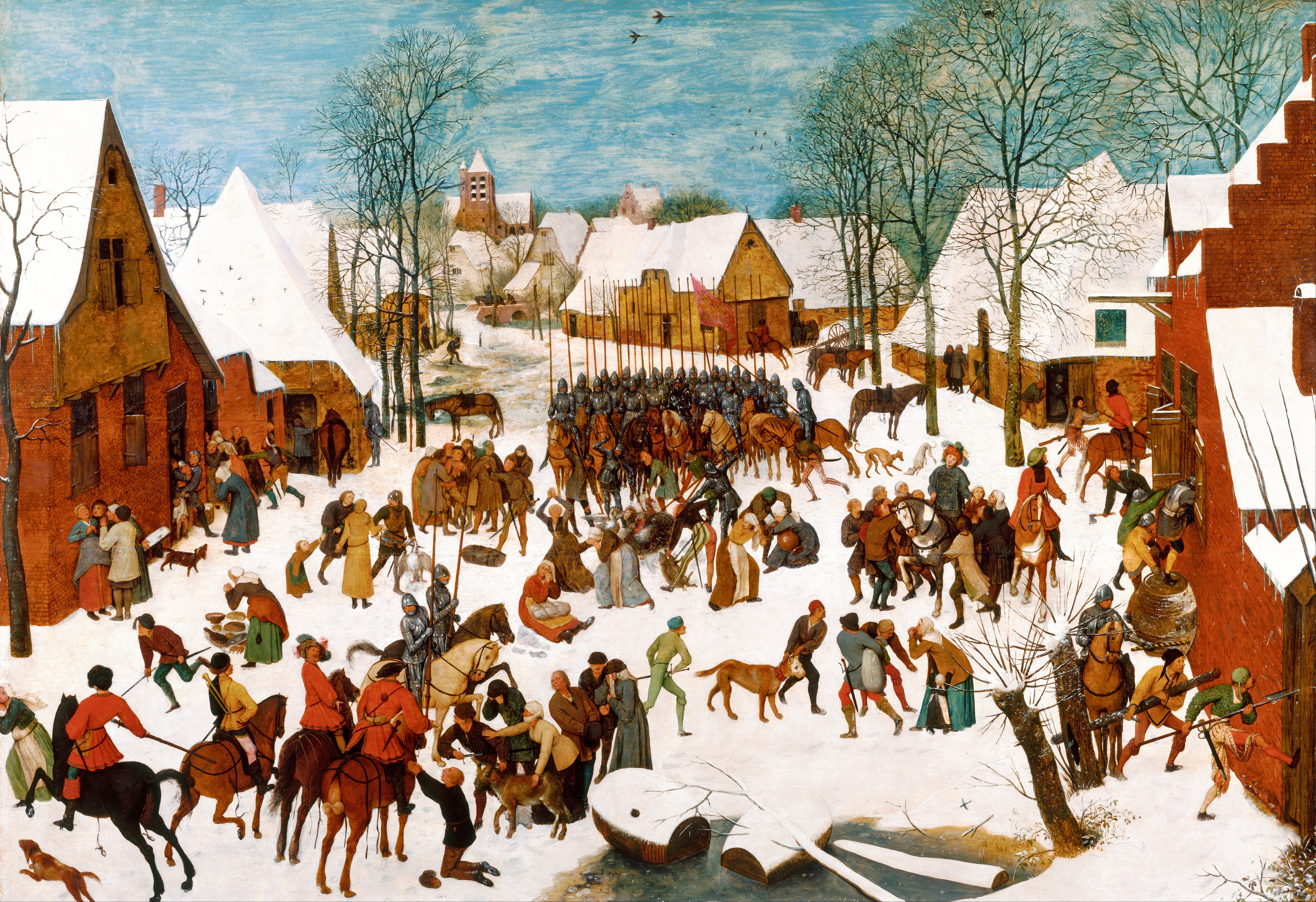
Pieter Brueghel, Vraždění neviňátek (Massacre of the Innocents), 1565–1567
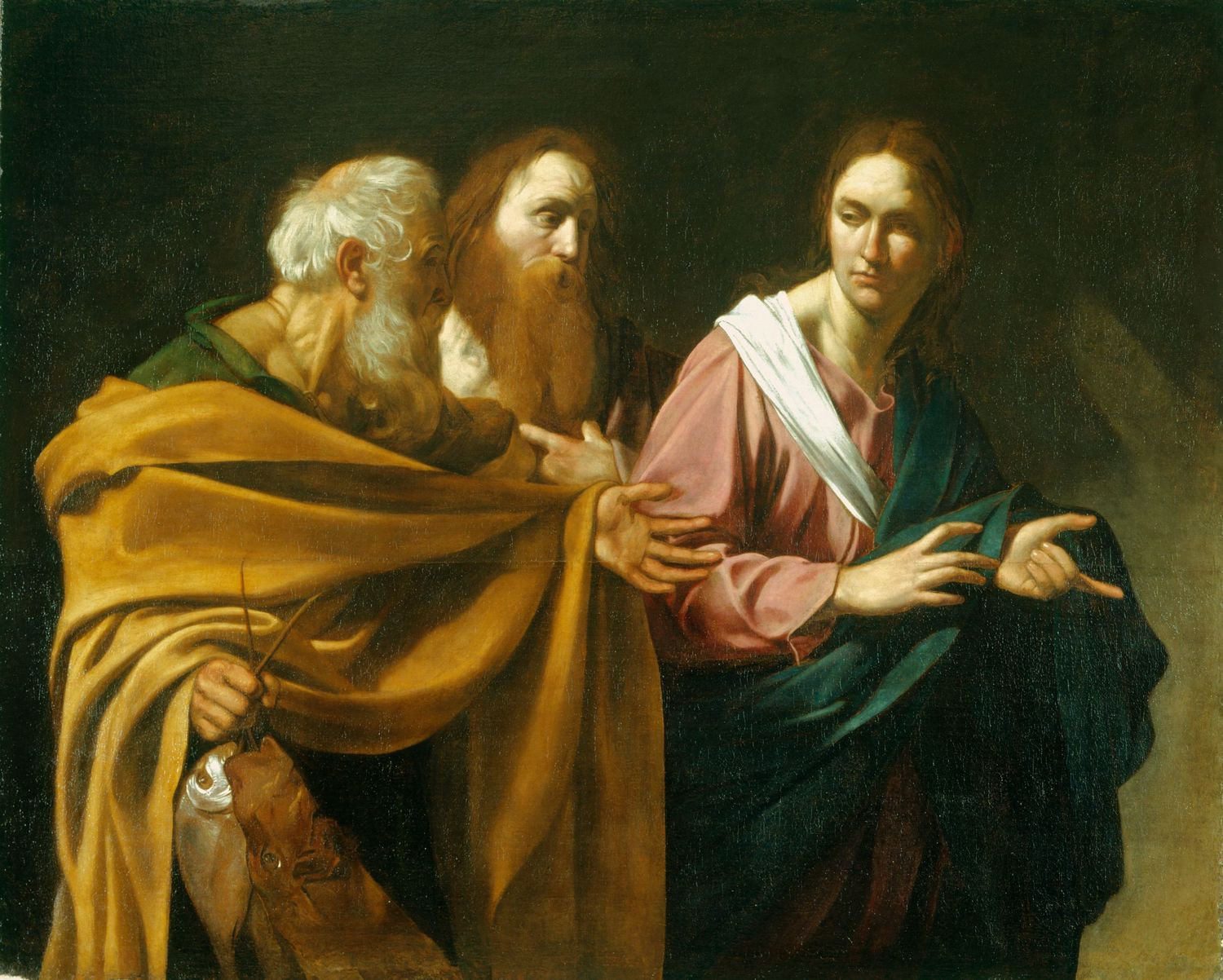
Caravaggio, Pozvání Petra a Ondřeje mezi učedníky (The Calling of Saints Peter and Andrew), c. 1602–1604
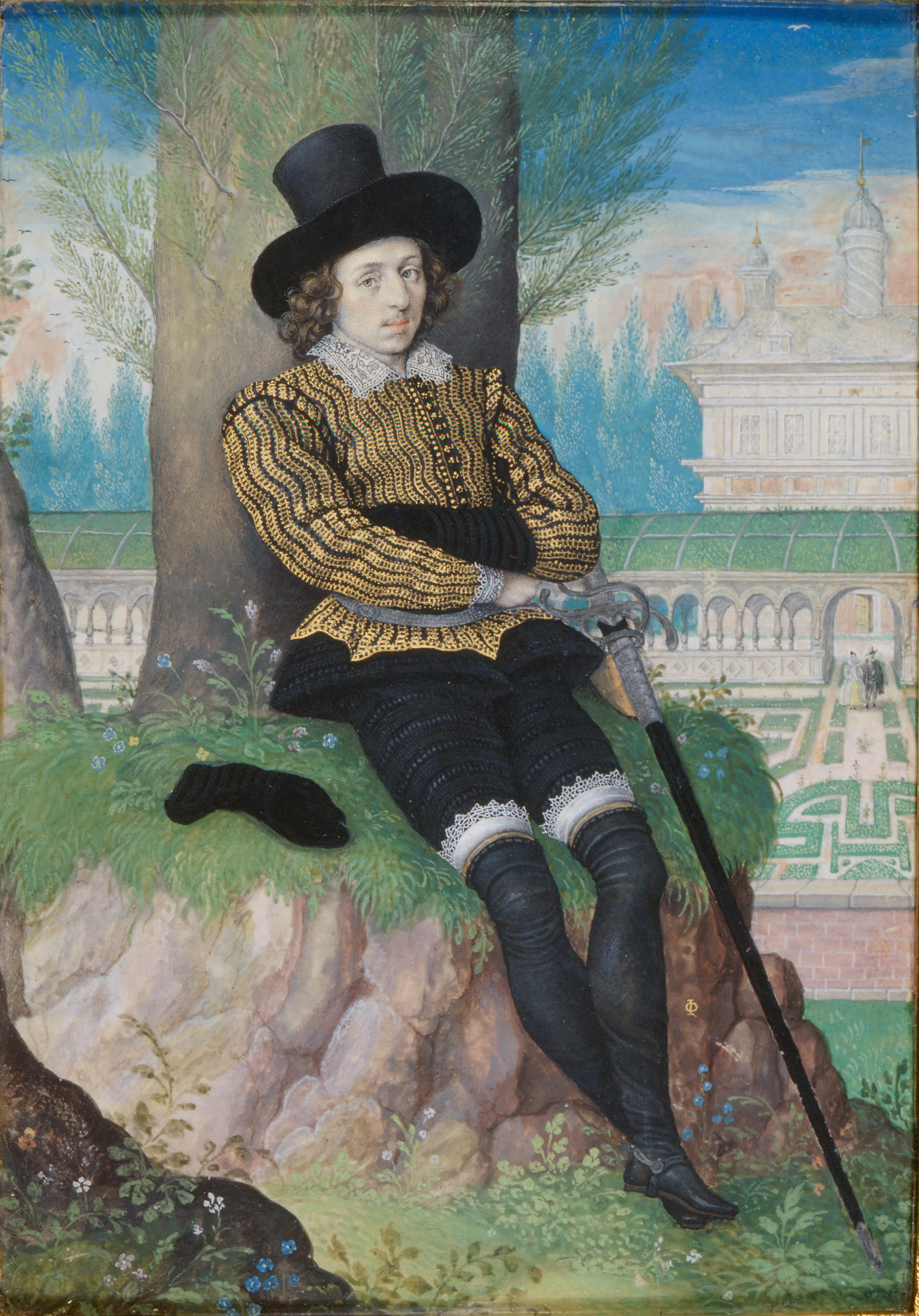
Isaac Oliver, Mladý muž sedící pod stromem, (Young Man Seated under a Tree)
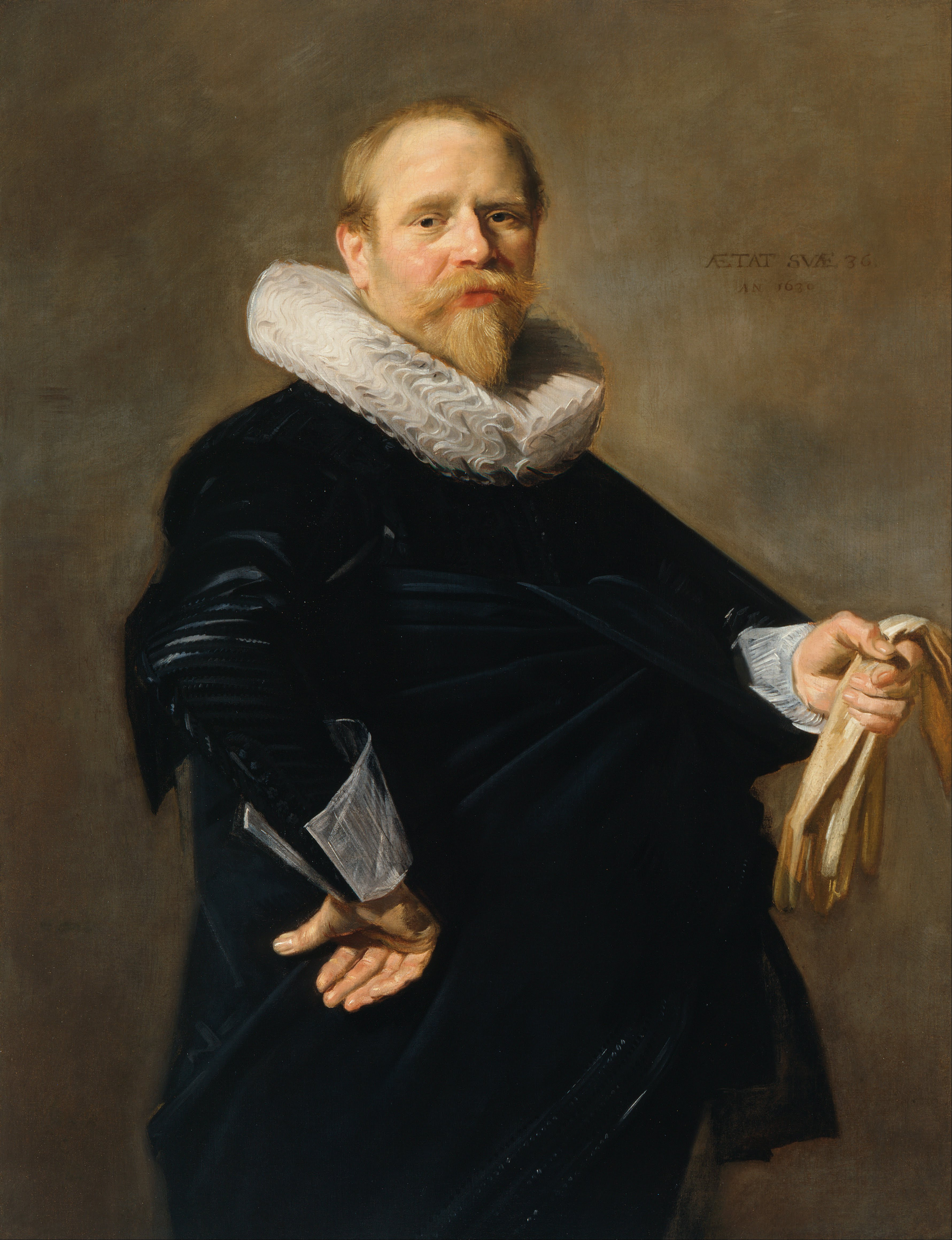
Frans Hals, Portrét muže, 1630
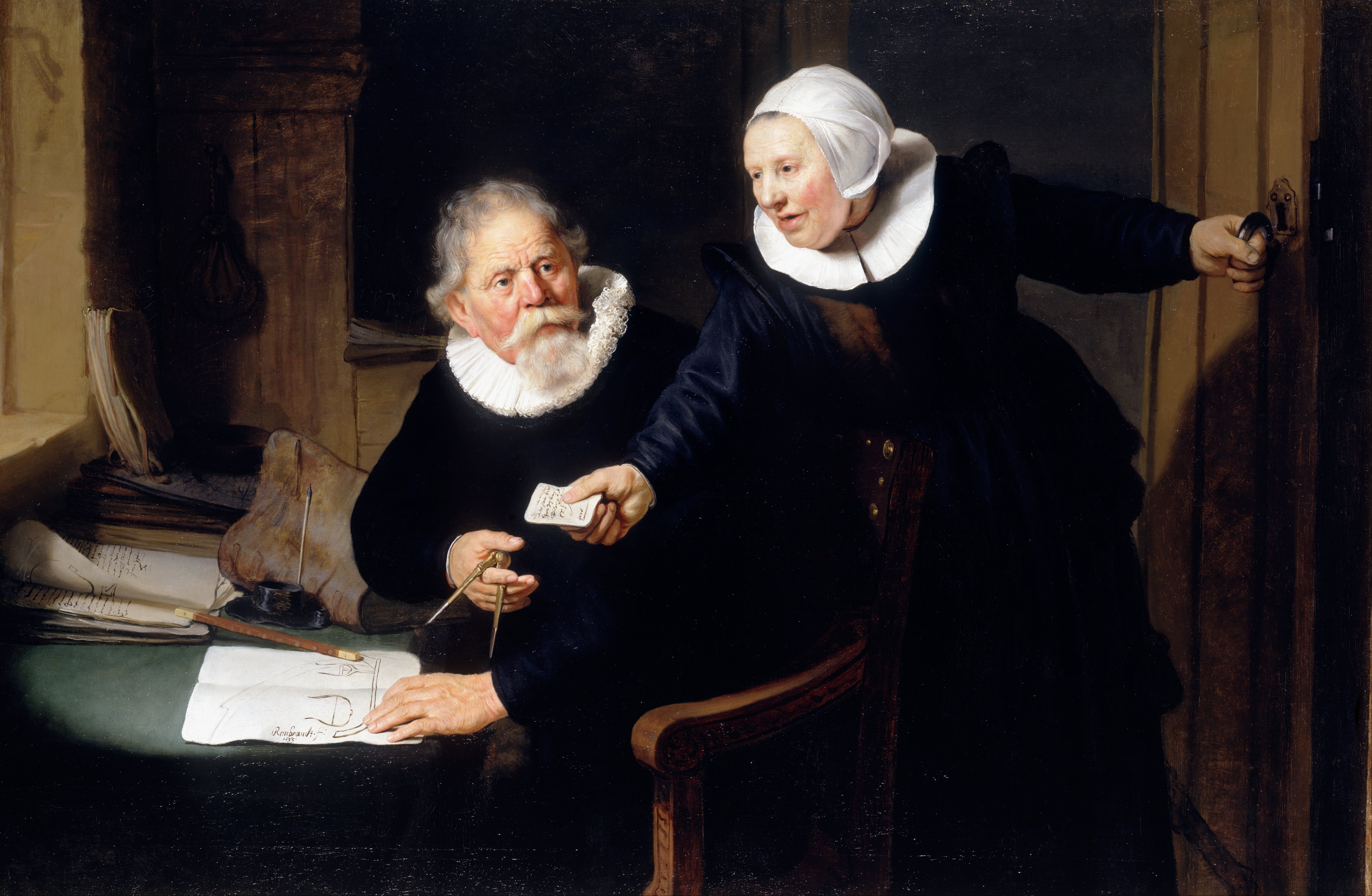
Rembrandt, Lodní stavitel a jeho žena, (The Shipbuilder and his Wife), 1633
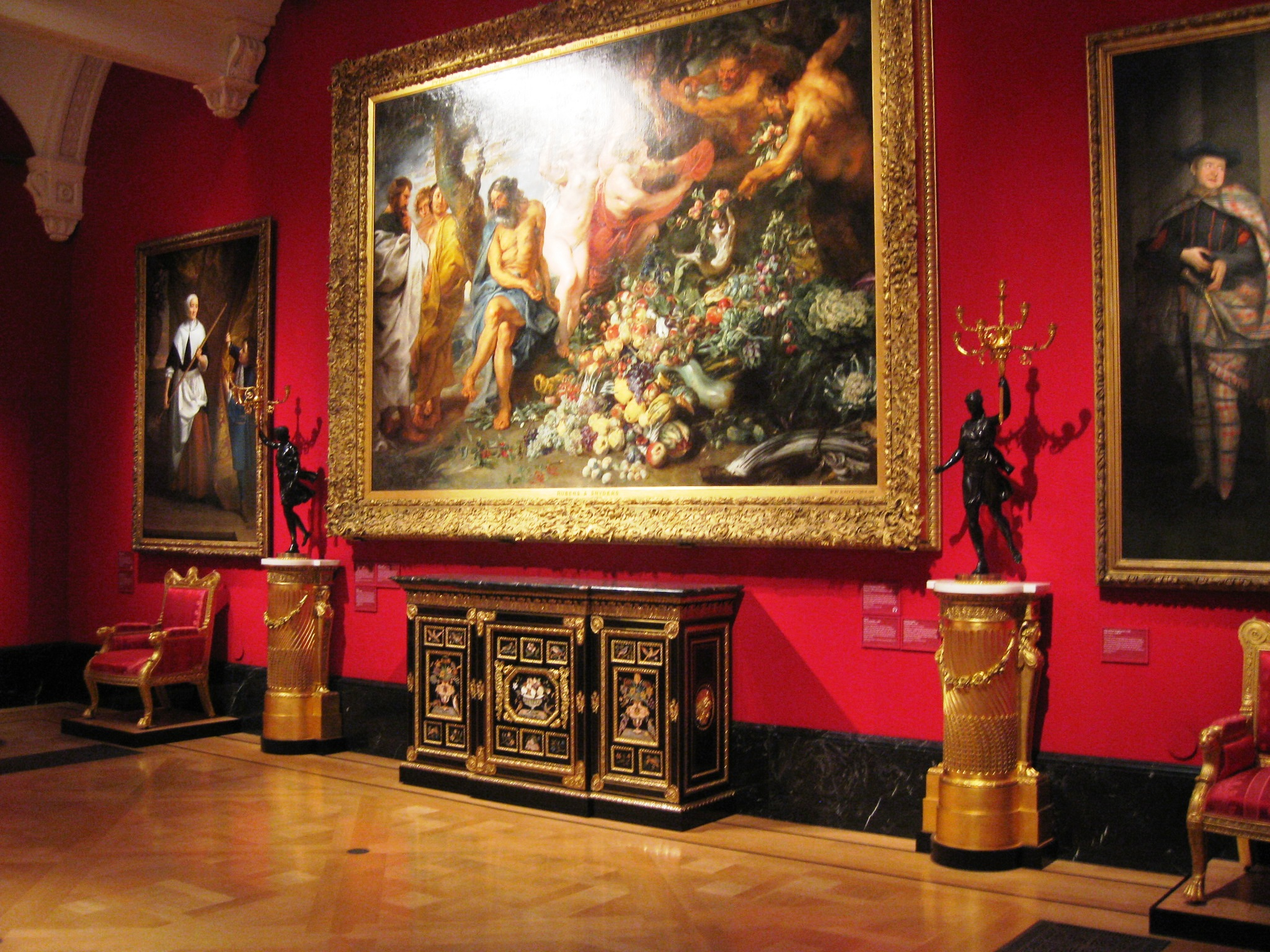
Peter Paul Rubens, Pythagorova obhajoba vegetariánství (Pythagoras Advocating Vegetarianism), c. 1618–1630, v The Queen's Gallery, Buckingham Palace